# Lubka Kołessa
Lubka Kołessa (ukr. Любка Колесса; ur. 19 maja 1902 we Lwowie, zm. 15 sierpnia 1997 w Toronto, Kanada) – ukraińska pianistka i pedagog muzyczny.

## Życiorys
Pochodziła z muzykalnej lwowskiej rodziny. Jej wuj Fiłaret Kołessa był etnografem-muzykologiem, zajmującym się badaniami nad ludową muzyką ukraińską. Jej kuzyn Mykoła Kołessa był znanym ukraińskim kompozytorem i dyrygentem. Jej ojciec Ołeksandr Kołessa był posłem do Reichsratu Przedlitawii (parlament austriacki).
Pierwszych lekcji gry na fortepianie udzielała jej babka, uczennica polskiego profesora Konserwatorium Lwowskiego Karola Mikulego, ucznia Fryderyka Chopina. 
W roku 1904 rodzina Kołessów przeniosła się do Wiednia. Tam Lubka Kołessa rozpoczęła studia w Musikakademie Wien m.in. u ostatniego ucznia Ferenca Liszta, Emila von Sauera. Studia ukończyła dyplomem w roku 1920. Zaczęła występy na estradach koncertowych Europy, pod batutą znanych dyrygentów.
W roku 1928 rozpoczęła tourneé po miastach Polski. W tym samym roku nagrała sześć utworów na taśmach pianoli Welte-Mignon. W latach 1929–1930 doskonaliła grę pod kierunkiem Eugena d’Alberta.
13 marca 1939 wyszła w Pradze za mąż za brytyjskiego dyplomatę Jamesa Edwarda Tracy Philippsa, na dwa dni przed wkroczeniem wojsk hitlerowskich do Czechosłowacji.
W roku 1940 zamieszkała w Ottawie. Występowała w wielu krajach Ameryki Północnej i Południowej. W roku 1954 zakończyła działalność koncertową i poświęciła się pedagogice.
Od roku 1942 uczyła gry na fortepianie w Royal Conservatory of Music w Toronto, w latach 1955–1966 w École de Musique Vincent d’Indy w Montrealu, a także w McGill University, a w latach 1959–1960 w Ukraińskim Instytucie Muzycznym w Nowym Jorku i w Konserwatorium w Québecu.